# Chun Byung-kwan
Chun Byung-kwan (* 4. November 1969 in Jinan, Provinz Jeollabuk-do) ist ein ehemaliger südkoreanischer Gewichtheber. Er war 1992 Olympiasieger im Bantamgewicht.

## Werdegang
Chun Byung-kwan begann als Jugendlicher mit dem Gewichtheben. Er entwickelte sich dabei enorm schnell und nahm schon im Jahre 1986 als 17-jähriger Oberschüler an einer Weltmeisterschaft der Senioren teil. Dabei startete er in Sofia im Fliegengewicht und erzielte im Zweikampf 240 kg (107,5–132,5), mit denen er den 6. Platz belegte. Bereits ein Jahr später, bei der Weltmeisterschaft in Ostrava, gewann er seine erste Medaille bei einer Senioren-Weltmeisterschaft. Er schaffte dort im Stoßen 135 kg und gewann mit dieser Leistung die WM-Bronzemedaille. Im Zweikampf kam er wieder auf 240 kg (105–135), die dort zum 4. Platz reichten.
Inzwischen Student in Seoul, qualifizierte er sich 1988 für die Teilnahme an den Olympischen Spielen in dieser Stadt. Es gelang ihm seine Zweikampfleistung auf 260 kg (112,5–147,5) zu steigern und er gewann mit dieser Leistung die olympische Silbermedaille hinter dem Bulgaren Sewdalin Marinow, der 270 kg (120–150) erzielte und verwies den Chinesen He Zhuoqiang, 257,5 kg (112,5–145) auf den 3. Platz.
1989 wurde Chun Byung-kwan in Fort Lauderdale/Florida mit 275 kg (120–155) Junioren-Weltmeister im Bantamgewicht vor Albert Nasibulin aus der UdSSR, der auf 270 kg kam und Luo Jianming, Volksrepublik China, 267,5 kg (122,5–145). Die gleiche Zweikampfleistung erzielte er 1989 auch bei der Weltmeisterschaft der Senioren in Athen. Dort reichte diese Leistung aber nur zum 5. Platz. Mit seiner Leistung im Stoßen von 155 kg gewann er in dieser Disziplin aber die WM-Silbermedaille.
1990 siegte er bei den Asien-Spielen in Peking im Bantamgewicht und verwies dabei mit Liu Shoubin und Luo Jianming die zwei favorisierten Chinesen auf die Plätze 2 und 3. Die Chinesen revanchierten sich aber anschließend bei der Weltmeisterschaft in Budapest, denn dort siegte Liu Shoubin mit 285 kg (130–155) vor He Yingqiang, 285 kg (125–160). Sie überließen Chun Byung-kwan mit 277,5 kg (122,5–155) nur den 3. Platz, der für ihn aber immer noch ein großer Erfolg war.
Ein noch größerer Erfolg gelang Chun Byung-kwan bei der Weltmeisterschaft 1991 in Donaueschingen. Mit einer enormen Leistungssteigerung auf 295 kg (130–165), zu der ihn der Chinese Liu Shoubin, der 292,5 kg (135–157,5) erzielte, zwang, wurde er erstmals Weltmeister im Zweikampf und im Stoßen des Bantamgewichts. Ein Jahr später triumphierte er auch bei den Olympischen Spielen in Barcelona. Dort erzielte er im Bantamgewicht 287,5 kg (132,5–155), mit denen er überlegen vor dem sich in Barcelona in keiner guten Form befindenden Liu Shoubin, der nur 277,5 kg (130–147,5) erreichte und Luo Jianming, der ebenfalls auf 277,5 kg kam (125–152,5), die Goldmedaille gewann. Im Überschwang seines Olympiasieges versuchte Chun nach den gestoßenen 155 kg zweimal mit 170 kg Weltrekord zu stoßen, scheiterte aber zweimal knapp.
Im Jahre 1993 gab es durch den internationalen Gewichtheber-Verband eine Gewichtsklassenreform. Das Bantamgewicht, das sein Gewichtslimit bis 1992 bei 56 kg hatte, reichte nunmehr bis 59 kg Körpergewicht. Das hatte zur Folge, dass die bisherigen Bantamgewichtler entweder in das Fliegengewicht, das ab 1993 bis 54 kg ging, abtrainieren mussten, oder, wenn sie das nicht schafften im neuen Bantamgewicht gegen ehemalige Federgewichtler antreten mussten, die von 60 kg nur auf 59 kg abtrainieren mussten, um im Bantamgewicht starten zu können. Chun Byung-kwan entschied sich, künftig in der Gewichtsklasse bis 59 kg zu starten. Bei der Weltmeisterschaft 1993 in Melbourne schaffte er in dieser Klasse im Zweikampf 292,5 kg (130–162,5) mit denen er auf den 4. Platz kam und hinter den ehemaligen Federgewichtlern Nikolaj Peschalow, Bulgarien, 302,5 kg (135–167,5), Hafız Süleymanoğlu, Türkei, 295 kg (135–160) und Tang Lingsheng, China, 292,5 kg (130–162,5) blieb.
1994 siegte Chun Byung-kwan erneut bei den Asien-Spielen, die in Hiroshima stattfanden. Er blieb im Bantamgewicht vor Tang Lingsheng und Hiroshi Ikebata, aus Japan. bei der Weltmeisterschaft in Istanbul erreichte er mit 287,5 kg (127,5–160) wieder den 4. Platz. 1995 feierte er dann bei der Weltmeisterschaft in Guangzhou noch einmal einen großen Erfolg, denn er wurde dort mit der persönlichen Bestleistung von 300 kg (135–165) hinter Leonidas Sabanis aus Griechenland, 302,5 kg (137,5–165), Vize-Weltmeister im Federgewicht.
Zum Abschluss seiner Karriere startete er noch einmal bei den Olympischen Spielen in Atlanta. Nach 135 kg im Reißen unterliefen ihm dort aber im Stoßen mit 165 kg und zweimal mit 167,5 kg insgesamt drei Fehlversuche, so dass er ohne Zweikampfleistung unplatziert blieb. Trotz des unglücklichen Ausgangs dieses Wettbewerbes kann Chun Byung-kwan auf eine überaus erfolgreiche Karriere zurückblicken.
Seit dem Ende seiner Laufbahn ist er häufig als Experte bei Sportsendungen im koreanischen Fernsehen zu sehen, wobei er wegen seiner fachkundigen und humorvollen Kommentare beim Publikum sehr beliebt ist.

## Internationale Erfolge
| Jahr | Platz  | Wettbewerb                             | Gewichtsklasse | |
| 1986 | 6.     | WM in Sofia                            | Fliegen        | mit 240 kg (107,5–132,5); Sieger: Sewdalin Marinow, Bulgarien, 257,5 kg (112,5–145) vor Jacek Gutowski, Polen, 252,5 kg (115–137,5)                                                                                         |
| 1987 | 4.     | WM in Ostrava                          | Fliegen        | mit 240 kg (105–135) hinter Sewdalin Marinow, Bulgarien, 262,5 kg (115–147,5), He Zhuoqiang, Volksrepublik China, 260 kg (112,5–147,5) u. Jacek Gutowski, 247,5 kg (112,5–135)                                              |
| 1988 | Silber | OS in Seoul                            | Fliegen        | mit 260 kg (112,5–147,5), hinter Sewdalin Marinow, 270 kg (120–150), vor He Zhouqiang, 257,5 kg (112,5–145) |
| 1989 | 1.     | Junioren-WM in Fort Lauderdale/Florida | Bantam         | mit 275 kg (120–155), vor Albert Nasibulin, UdSSR, 270 kg (120–150) u. Luo Jianming, Volksrepublik China, 267,5 kg (122,5–145)                                                                                              |
| 1989 | 5.     | WM in Athen                            | Bantam         | mit 275 kg (120–155); Sieger: Hafız Süleymanoğlu, UdSSR, 287,5 (130–157,5) vor Liu Shoubin, Volksrepublik China, 285 kg (130–155)                                                                                           |
| 1990 | 1.     | Asien-Spiele in Peking                 | Bantam         | vor Liu Shoubin u. Luo Jianming |
| 1990 | 3.     | WM in Budapest                         | Bantam         | mit 277,5 kg (122,5–155), hinter Liu Shoubin, 285 kg (130–155) u. He Yingqiang, China, 285 kg (125–160) |
| 1991 | 1.     | WM in Donaueschingen                   | Bantam         | mit 295 kg (130–165), vor Liu Shoubin, 292,5 kg (135–157,5) u. Luo Jianming, 277,5 kg (130–147,5) |
| 1992 | Gold   | OS in Barcelona                        | Bantam         | mit 287,5 kg (132,5–155), vor Liu Shoubin, 277,5 kg (130–147,5) u. Luo Jianming, 277,5 kg (125–152,5) |
| 1993 | 4.     | WM in Melbourne                        | Bantam         | mit 292,5 kg (130–162,5), hinter Nikolaj Peschalow, Bulgarien, 305 kg (137,5–167,5), Hafız Süleymanoğlu (fr. Hafız Süleymanoğlu), Türkei (fr. Sowjetunion), 295 kg (135–160) u. Tang Lingsheng, China, 292,5 kg (130–162,5) |
| 1994 | 1.     | Asien-Spiele in Hiroshima              | Bantam         | vor Tang Lingsheng u. Hiroshi Ikebata, Japan |
| 1994 | 4.     | WM in Istanbul                         | Bantam         | mit 287,5 kg (127,5–160), hinter Nikolaj Peschalow, 302,5 kg (135–167,5), Hafız Süleymanoğlu, 297,5 kg (135–162,5) u. Rudostin Panayotow, Bulgarien, 287,5 kg (130–157,5)                                                   |
| 1995 | 2.     | WM in Guangzhou/China                  | Bantam         | mit 300 kg (135–165), hinter Leonidas Sabanis, Griechenland, 302,5 kg (137,5–165), vor Nikolaj Peschalow, 295 kg (135–160) u. Hafis Suleymanuglu, 295 kg (135–160)                                                          |
| 1996 | unpl.  | OS in Atlanta                          | Bantam         | mit 135 kg im Reißen und 3 Fehlversuchen im Stoen; Sieger: Tang Lingsheng, China, 307,5 kg (137,5–170) vor Leonidas Sabanis, 305 kg (137,5–167,5)                                                                           |

## WM-Einzelmedaillen
- WM-Goldmedaillen: 1991/Stoßen
- WM-Silbermedaillen: 1989/Stoßen
- WM-Bronzemedaillen: 1987/Stoßen – 1990/Stoßen – 1991/Reißen – 1994/Stoßen

## Erläuterungen
- alle Wettkämpfe im Zweikampf, bestehend aus Reißen und Stoßen,
- OS = Olympische Spiele,
- WM = Weltmeisterschaften,
- Fliegengewicht, damals bis 52 kg Körpergewicht,
- Bantamgewicht, bis 1992 bis 56 kg, ab 1993 bis 59 kg Körpergewicht
- seit 1988 werden bei Olympischen Spielen keine Weltmeisterschaftsmedaillen mehr vergeben